# Here at Last...Bee Gees...Live
Here at Last...Bee Gees...Live ist das erste Konzertalbum der Bee Gees, 1977 als Doppelalbum veröffentlicht.

## Produktion
Nach der Veröffentlichung des Albums »Children of the World« gingen die Bee Gees im Herbst 1976 auf eine ausgedehnte Tournee durch die USA. Das Abschlusskonzert fand im Forum in Los Angeles statt und wurde im Radio im Rahmen der Sendung King Biscuit Flower Hour übertragen. Für die Veröffentlichung als Schallplatte wurden im Studio Le Château in Hérouville, nahe Paris einige Overdubs hinzugefügt (vor allem Gesangsspuren) und der Mix fertiggestellt. Zudem wurde der Ablauf des Auftritts für Schallplatte leicht verändert.
Auf der Tournee wurden vor allem Titel aus den letzten beiden Alben der Band aufgeführt. Dazu kam aus »Mr. Natural« „Down the Road“, die beiden US-Charts-Erfolge „How Can You Mend a Broken Heart“ und „Lonely Days“, sowie „Words“, „To Love Somebody“ und „I’ve Gotta Get a Message to You“ – die beiden letzten Titel in neuen Arrangements, die die Bee Gees bis zum Ende ihrer Karriere beibehalten sollten. Darüber hinaus fasste die Band in einem Medley weitere, meist aus den 1960er-Jahren stammende Titel zusammen.
Die Version von „Edge of the Universe“ aus diesem Album wurde parallel zum Album als Single veröffentlicht.

### Setliste
1. I’ve Gotta Get a Message to You (Barry, Robin & Maurice Gibb)
2. Edge of the Universe (Barry & Robin Gibb)
3. Love So Right (Barry, Robin & Maurice Gibb)
4. Can’t Keep a Good Man Down (Barry, Robin & Maurice Gibb)
5. Come On Over (Barry & Robin Gibb)
6. Down the Road (Barry & Robin Gibb)
7. Medley:
  - New York Mining Disaster 1941 (Barry & Robin Gibb)
  - Run to Me (Barry, Robin & Maurice Gibb)
  - World (Barry, Robin & Maurice Gibb)
  - Holiday (Barry & Robin Gibb)
  - I Can’t See Nobody (Barry & Robin Gibb)
  - I Started a Joke (Barry, Robin & Maurice Gibb)
  - Massachusetts (Barry, Robin & Maurice Gibb)
8. How Can You Mend a Broken Heart (Barry & Robin Gibb)
9. To Love Somebody (Barry & Robin Gibb)
10. You Should Be Dancing (Barry, Robin & Maurice Gibb)
11. Boogie Child (Barry, Robin & Maurice Gibb)
12. Words (Barry, Robin & Maurice Gibb)
13. Wind of Change (Barry & Robin Gibb)
14. Nights on Broadway (Barry, Robin & Maurice Gibb)
15. Jive Talking (Barry, Robin & Maurice Gibb)
16. Lonely Days (Barry, Robin & Maurice Gibb)

### Mitwirkende
- Toningenieur:
  - Ray Thompson
  - Mike Caver
  - Paul Sandweiss
  - John Balsutta (Live Sound)
  - Michel Marie (Remix)
  - Karl Richardson (Remix)
- Gitarre: Joey Murcia
- Lead-Gitarre, Steel-Gitarre: Alan Kendall
- Schlagzeug: Dennis Bryon
- Keyboard, Piano, Synthesizer: Blue Weaver
- Keyboard: Geoff Westley
- Percussion: Joe Lala
- Brass: Boneroo Horns Sextet:
  - Jeff Kievit
  - Ken Faulk
  - Peter Ballin
  - Peter Graves
  - Stan Webb
  - Whit Sidener

## Trackliste
- A1. I’ve Gotta Get a Message to You (Barry, Robin & Maurice Gibb)
- A2. Love So Right (Barry, Robin & Maurice Gibb)
- A3. Edge of the Universe (Barry & Robin Gibb)
- A4. Come On Over (Barry & Robin Gibb)
- A5. Can’t Keep a Good Man Down (Barry, Robin & Maurice Gibb)
- B1. New York Mining Disaster 1941 (Barry & Robin Gibb)
- B2. Medley:
  - Run to Me (Barry, Robin & Maurice Gibb)
  - World (Barry, Robin & Maurice Gibb)
- B3. Medley:
  - Holiday (Barry & Robin Gibb)
  - I Can’t See Nobody (Barry & Robin Gibb)
  - I Started a Joke (Barry, Robin & Maurice Gibb)
  - Massachusetts (Barry, Robin & Maurice Gibb)
- B4. How Can You Mend a Broken Heart (Barry & Robin Gibb)
- B5. To Love Somebody (Barry & Robin Gibb)
- C1. You Should Be Dancing (Barry, Robin & Maurice Gibb)
- C2. Boogie Child (Barry, Robin & Maurice Gibb)
- C3. Down the Road (Barry & Robin Gibb)
- C4. Words (Barry, Robin & Maurice Gibb)
- D1. Wind of Change (Barry & Robin Gibb)
- D2. Nights on Broadway (Barry, Robin & Maurice Gibb)
- D3. Jive Talking (Barry, Robin & Maurice Gibb)
- D4. Lonely Days (Barry, Robin & Maurice Gibb)

## Ausgaben
Das Album erschien 1976 bei RSO, weltweit vertrieben von PolyGram, im deutschsprachigen Raum vermarktet von Polydor.
1989 erschien das Album erstmals auf Compact Disc.
Seit 2008 ist es in Europa nur noch digital verfügbar.
- 1976: RSO 2658 120 (2LP)
- 1989: Polydor 833 791-2 (2CD)

## Rezeption
Auch »Here at Last...Bee Gees...Live« verkaufte sich, wie seine beiden Vorgängeralben, in den USA ausgezeichnet, während es in Europa kaum Beachtung fand. Obwohl es in Deutschland beworben, und zusätzlich vom Bertelsmann Buchclub vertrieben wurde, verzeichnete das Album nur zwei Notierungen in den Albumcharts. In den USA dagegen erreichte es Platz 8.
Der Spagat sowohl die alten, aber auch die neuen Fans für das Album zu begeistern, gelingt den Bee Gees nur bedingt. Der Musikexpress schrieb im August 1977:

„Mit diesem neuen Live-Doppelalbum schlagen die Bee Gees gleich zwei Fliegen mit einer Klappe: sensible Frühwerke für die alten Fans und längere Live-Fassungen ihrer Disco-Hits für die neuen.
Aber gleich einen Dämpfer vorweg: All die schönen, schmalzigen Oldies sind nachlässig und lieblos in Szene gesetzt. Meist nur von Gitarre oder Klavier begleitet, vermitteln sie nichts mehr von ihrer ursprünglichen Atmosphäre. ‚Words‘ ist total verhunzt; ‚To Love Somebody‘, ‚Message For You‘ ‚I Can’t See Nobody‘ und ihr Klassiker ‚Massachusetts‘ fallen noch relativ gut aus. Der Band und auch den BG’s liegen diese alten Schmalzer heute eben nicht mehr sonderlich am Herzen, und das hört man.
Die wesentlich kompakteren Soulnummern gehen da ganz anders los, und die Stimmung steigt. Man merkt, daß den Musikern ‚Jive Talking‘, ‚Boogie Child‘ oder ‚Should Be Dancing‘ weit mehr liegen. Es gibt keine solistischen Höhenflüge, Endlos-Improvisationen oder sonstige Überspanntheiten. Die Platte ist genauso eingängig wie man es von den Brüdern erwartet, gut zu hören, angenehm, ein bißchen schwülstig; absolut nichts besonders Aufregendes.“

Das originale Konzert kann bei Wolfgangs Music angehört werden.

## Bibliografie
- Die ultimative Biografie der Bee Gees: Geschichten der Brüder Gibb von Melinda Bilyeu, Hector Cook, Andrew Môn Hughes, mit Joseph Brennan und Mark Crohan. Starcluster Verlag, Balve, 2007, ISBN 978-3-925005-66-4.
- You Should Be Dancing – My Life With The Bee Gees von Dennis Bryon, ECW Press, August 2015, ISBN 978-1-77041-242-2.
- The Essential Rock Discography von Martin C. Strong, Canongate Books, 2006, ISBN 978-1-84195-985-6.